# Parque Cubbon

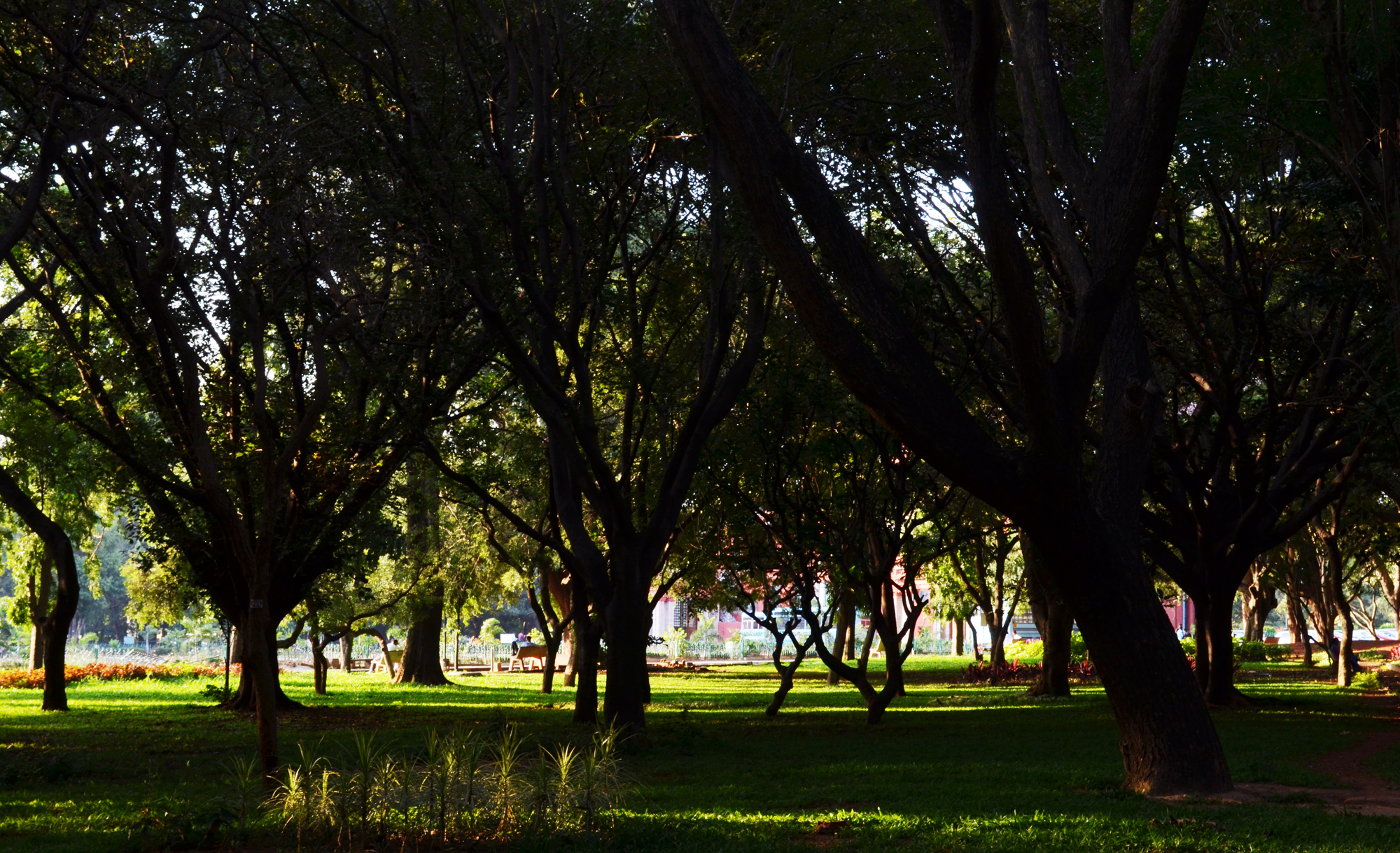
Parque Cubbon.

El Parque Cubbon (kannada: ಕಬ್ಬನ್ ಪಾರ್ಕ್) es el gran "pulmón" de la ciudad de Bangalore, ubicado en el corazón de la ciudad en el Área Administrativo Central. Originalmente fue creado en 1870 por el general de división Richard Sankey, entonces ingeniero jefe del Estado británico en Mysore, que cubrió un área de 100 acres (0.40 km²). Posteriormente su expansión alcanzó unos 300 acres (1,2 km²). Tiene un abundante registro de flora y fauna, junto con numerosos edificios y estatuas de personajes famosos. Este parque público fue primero llamado "Parque de Meade" en honor a Sir John Meade, el Comisionado interino de Mysore en 1870 y, posteriormente rebautizado como Parque Cubbon por el comisionado Sir Mark Cubbon. El paisaje del parque integra creativamente afloramientos naturales de roca con matorrales de árboles, bambúes, parterres de césped y monumentos dentro de sus límites, regulados por el Departamento de Horticultura del Gobierno de Karnataka. El área predominantemente verde del parque tiene muchos caminos transitables, y los senderos bien establecidos que se ejecutan a través del parque son frecuentados por caminantes y naturalistas que estudian las plantas en este entorno natural tranquilo.

## Atracciones
Los jardines se extienden desde el hall central de la Attara Kacheri (con 18 oficinas de gobierno), ahora Tribunal Superior de Karnataka, a lo largo del paseo marítimo, desarrollado simétricamente con avenidas, hasta el edificio del Museo. Otra impresionante estructura artística es Iyer Hall, que alberga la Biblioteca Central, con un espectacular jardín de rosas. Otros edificios ubicados dentro o en la periferia del parque son: 1) Biblioteca Infantil del Indira Priyadarshini, 2) Galería de Arte Venkatappa, 3) Acuario (el segundo más grande de la India), 4) YMCA, 5) Yuvanika, el Centro Estatal de la Juventud, 6) Century club, 7) Club de Prensa, 8) JJawahar Bal Bhavan, 9) Pabellón de Tenis, 10) Cheshire Dyer Memorial Hall y 11) Chatter Ottawa.